# Carduoideae
Carduoideae (будякові) — підродина квіткових рослин родини айстрових. Підродина містить приблизно 73 роди й 2520 видів. Рослини часто трав'янисті й часто дворічні, листки розсічені, папус однорядний, n = 9, 12.

## Роди
Згідно з Catalogue of Life і Plants of the World Online:
1. Alfredia — Азія — 6 видів
2. Amberboa — Азія й Кавказ — 12 видів
3. Amphoricarpos — Балкани й Західна Азія — 5 видів
4. Anacantha — Азія — 2 види
5. Ancathia — Азія й Кавказ — 1 вид
6. Archiserratula — Азія — 1 вид
7. Arctium — пн.-зх. Африка, Гренландія, Європа, Азія — 44 види
8. Atractylis — Африка, Європа, Західна Азія — 27 видів
9. Atractylodes — Азія — 4 види
10. Berardia — Іспанія й Італія — 1 вид
11. Callicephalus — Західна Азія й Кавказ — 1 вид
12. Cardopatium — пн.-зх. Африка, пд. Європа, зх. Азія — 2 види
13. Carduus — Африка, Європа, Азія — 92 види
14. Carlina — Північна Африка, Європа, Азія — 30 видів
15. Carthamus — Африка, Європа, Азія — 45 видів
16. Cavea — Азія — 1 вид
17. Centaurea — Африка, Європа, Азія — 745 видів
18. Centaurothamnus — Саудівська Аравія, Ємен — 1 вид
19. Chamaeleon — пн.-зх. Африка, пд. Європа, Азія — 5 видів
20. Chardinia — Азія — 1 вид
21. Cheirolophus — пн.-зх. Африка, пд. Європа — 27 видів
22. Cirsium — Африка, Європа, Азія, Північна Америка, пн. Південна Америка — 448 видів
23. Cousinia — Азія — 663 види
24. Cousiniopsis — Азія — 1 вид
25. Crocodilium — пн.-сх. Африка, Греція, Західна Азія — 3 види
26. Crupina — Північна Африка, Європа, Азія — 3 види
27. Cynara — Північна Африка, пд. Європа, Західна Азія — 10 видів
28. Dipterocome — зх. і цн.-зх. Азія — 1 вид
29. Dolomiaea — Азія — 21 вид
30. Echinops — Африка, Європа, Азія — 216 видів
31. Galactites — пн.-зх. Африка, пд. Європа — 3 види
32. Goniocaulon — сх. Африка, пд. Азія — 1 вид
33. Hirtellina — Греція, Західна Азія — 3 види
34. Hymenocephalus — Іран — 1 вид
35. Jurinea — пн.-зх. Африка, Європа, Азія — 241 вид
36. Karvandarina — Іран, Пакистан — 2 види
37. Klasea — Північна Африка, Європа, Азія — 55 видів
38. Lamyropappus — Киргизстан, Узбекистан — 1 вид
39. Lamyropsis — пд. Європа, Азія — 6 видів
40. Mantisalca — Північна Африка, Європа, Західна Азія — 6 видів
41. Myopordon — Західна Азія — 6 видів
42. Notobasis — Північна Африка, пд. Європа, Західна Азія — 1 вид
43. Ochrocephala — Африка — 1 вид
44. Olgaea — Азія — 17 видів
45. Oligochaeta — Азія — 3 види
46. Onopordum — Північна Африка, Європа, Азія — 60 видів
47. Phalacrachena — Європа, Азія — 2 види
48. Picnomon — пн.-зх. Африка, Європа, Азія — 1 вид
49. Plagiobasis — Казахстан, Киргизстан, Сіньцзян — 1 вид
50. Plectocephalus — сх. Африка, Північна Америка, Південна Америка — 14 видів
51. Psephellus — Європа, Азія — 112 видів
52. Ptilostemon — Північна Африка, Європа, Західна Азія — 15 видів
53. Rhaponticoides — Північна Африка, Європа, Азія — 33 види
54. Russowia — Азія — 1 вид
55. Saussurea — Європа, Азія, Австралія, Північна Америка — 510 видів
56. Schischkinia — Азія — 1 вид
57. Serratula — Алжир, Європа, Азія — 4 види
58. Shangwua — Азія — 3 види
59. Siebera — Азія — 2 види
60. Silybum — Африка, Європа, Азія — 2 види
61. Staehelina — пн.-зх. Африка, пд. Європа — 4 види
62. Stizolophus — Азія — 4 види
63. Synurus — Азія — 3 види
64. Syreitschikovia — Азія — 2 види
65. Thevenotia — Азія — 2 види
66. Tricholepis — Азія — 20 видів
67. Tugarinovia — Внутрішня Монголія, Монголія — 1 вид
68. Tyrimnus — Лівія, пд. Європа, Західна Азія — 1 вид
69. Volutaria — Африка, пд. Європа, Західна Азія — 16 видів
70. Xanthopappus — Азія — 1 вид
71. Xeranthemum — Північна Африка, Європа, Азія — 4 види
72. Zoegea — Єгипет, Азія — 3 види